# Посо, Чано
Ча́но По́со (исп. Chano Pozo, полное имя — Лучано Посо Гонсалес (исп. Luciano Pozo Gonzáles), 7 января 1915, Гавана, Куба — 2 декабря 1948, Нью-Йорк, США) — кубинский музыкант-перкуссионист, певец, композитор, звезда латиноамериканского джаза.

## Биография
Родился в бедной семье, вырос в криминальном квартале Гаваны. С ранних лет работал чистильщиком обуви (как и его отец), торговал газетами, был шофером и т. п. Являясь адептом сантерии, синкретической афро-кубинской религии, ритуалы которой сопровождаются игрой на барабанах, Посо мастерски владел перкуссионными инструментами. Начал сочинять и исполнять музыку. В 1938 году при существовавших тогда на Кубе расовых ограничениях для чернокожих артистов, начал широкие публичные выступления. Так, с созданной им группой музыкантов «Ла компарса де лос дандис» (La Comparsa de los Dandys) успешно выступил на карнавале в Сантьяго-де-Куба в 1940 году.
В 1947 году переехал в Нью-Йорк, где открыл клуб «Блен-блем» (Blen Blem), названный по его популярной песне. Играл с Диззи Гиллеспи, Чарли Паркером, Кенни Кларком. В 1947 году выступал с Гиллеспи в «Карнеги-холле», участвовал в его туре по странам Европы.

### Гибель
Был убит в баре в Гарлеме в Нью-Йорке, предположительно из-за спора о качестве марихуаны, которую он купил у своего убийцы. Похоронен в Гаване на кладбище Колумба.

## Признание
О музыканте сняты документальные фильмы «В поисках Чано Посо» (1987) и «Чано Посо, чёрная легенда» (200).

## В кино
Чано Посо был одним из героев мультипликационного фильма, посвященного Бебо Вальдесу, «Чико и Рита» (2010). В фильме показана гибель Посо.